# PA-7200

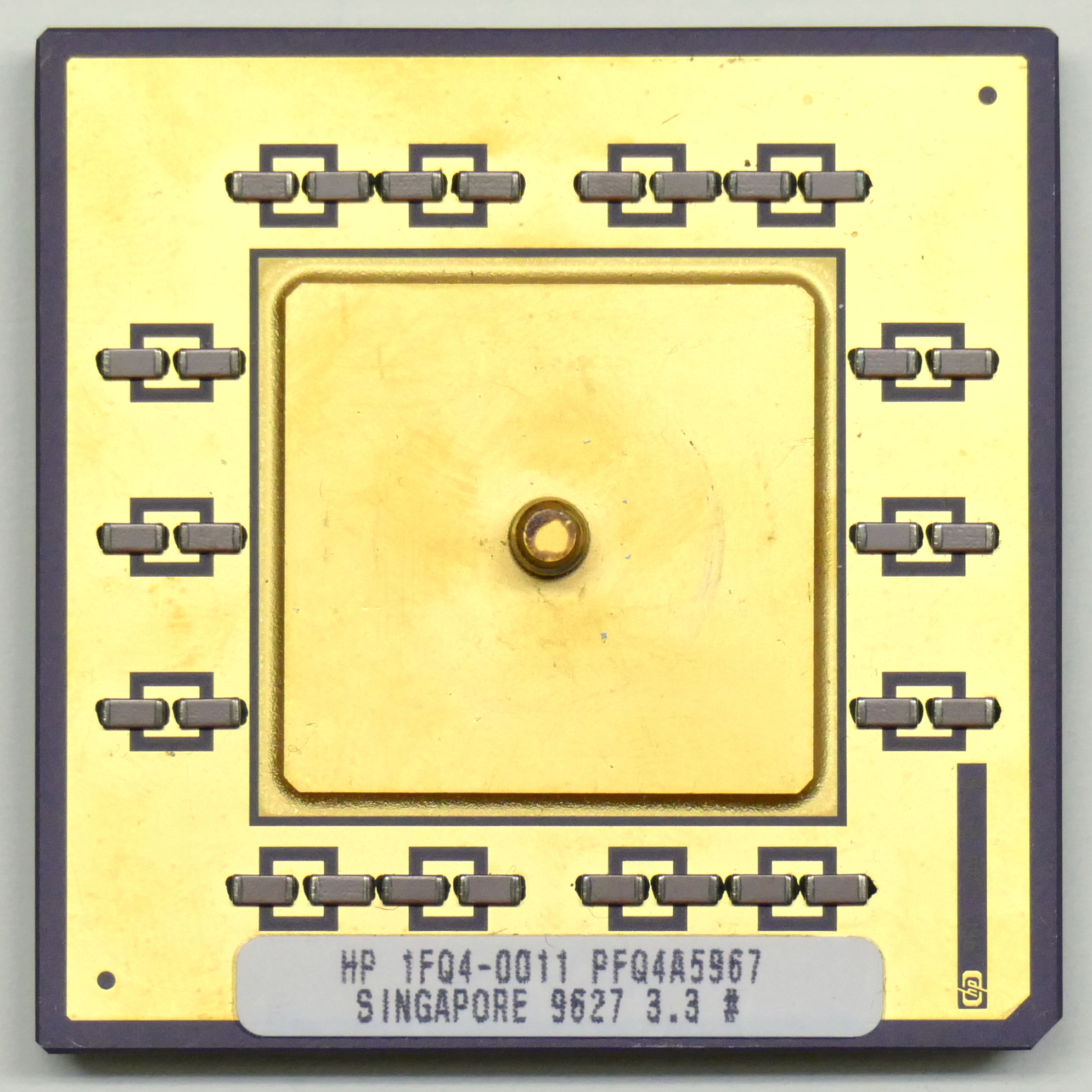
PA-7200

A PA-7200 – más néven PCX-T', kódnevén Thunderbird' –, egy a Hewlett-Packard (HP) által fejlesztett, a 32 bites PA-RISC 1.1 utasításkészlet-architektúrát (ISA) megvalósító RISC elvű kétutas szuperskalár mikroprocesszor. 1995 elején mutatkozott be a HP rendszereiben.
A PA-7200 processzor nem került kereskedelmi forgalomba, egyedüli külső felhasználói csak a Convex Computer és a Stratus Computer voltak, mindkettő a Precision RISC Organization (PRO) szervezet tagja. A processzort kis, két vagy négy processzorral szerelt többprocesszoros rendszerek számára fejlesztették. A mikroprocesszor leírását a Compcon és az IEEE ISSCC konferenciákon tették közzé először.

## Leírás
A PA-7200 legnagyobb része a PA-7100-ból származik – gyakorlatilag egy újratervezett 7100-as mag –, amelyet egy második egész típusú/fixpontos egységgel egészítettek ki. Ez lehetővé tette a processzor számára ciklusonként max. két fixpontos utasítás kibocsátását. A második fixpontos egység nem azonos az elsővel, és csak az egyszerűbb, de gyakrabban használt utasítások végrehajtására képes. A gyorsítótár-architektúrát is újratervezték, bár a nagyméretű, csipen kívüli, CPU-sebességű L1 gyorsítótárak elrendezését megtartották. A processzor egy FPU-t, két egész típusú ALU-t, egy memóriavezérlő egységet és egy gyorsítótár-vezérlőt tartalmaz a csipen. Futószalagja öt fokozatú. A lapkára egy 2 KiB méretű „kisegítő” teljesen asszociatív L1 gyorsítótárat is építettek, míg a nagyméretű (1 MiB utasítás, 2 MiB adat), valódi L1 gyorsítótárak csipen kívül, 1 ciklusos késleltetésű aszinkron SRAM-okkal vannak megvalósítva. A processzor maximális órajele 140 MHz lehet, amelynél fogyasztása 29 W.
A PA-7200 1,3 millió tranzisztort tartalmaz, mérete 14,0 × 15,0 mm (210 mm²). A Hewlett-Packard gyártotta saját CMOS14A folyamatával, amit közösen fejlesztett az Analog Devices céggel. A CMOS14A egy 0,55 µm-es, három rétegű fémezést alkalmazó CMOS (CMOS) folyamat.
A mikroprocesszor szokatlan 4,4 V-os tápfeszültséggel működik, ami a közös fejlesztés egy mellékhatása volt. A csipet a 0,8 µm-es CMOS26B folyamathoz tervezték, és a tervekben „újrahasznosították” a PA-7100 áramköreit és elrendezését, amely szintén a CMOS26B folyamathoz volt tervezve. A végleges kialakítás a tervek lekicsinyítésével állt elő, a 0,55 µm-es CMOS14A folyamathoz igazodva. Ebben a folyamatban 120 ångströmös kapuoxid-réteg szerepel, ami nem viselte el az 5,0 V-os működési feszültséget. A 3,3 V tápfeszültség viszont nem tette lehetővé, hogy a mikroprocesszor elérje a tervezett órajelfrekvenciát, így a 4,4 V-ot választották kompromisszumos megoldásként.

## Fordítás
Ez a szócikk részben vagy egészben  a   PA-7200 című angol Wikipédia-szócikk ezen változatának fordításán alapul.  Az eredeti cikk szerkesztőit annak laptörténete sorolja fel. Ez a jelzés csupán a megfogalmazás eredetét és a szerzői jogokat jelzi, nem szolgál a cikkben szereplő információk forrásmegjelöléseként.